# یاماها وی‌مکس
یاماها وی‌مکس (به انگلیسی: Yamaha VMAX) یک موتورسیکلت ژاپنی در کلاس کروز محصول کمپانی یاماها موتور که از سال ۱۹۸۵ تولید شد. این محصول که به دلیل داشتن انجین در زاویه ۷۰ درجه موتور وی۴، درایو شفت و استایل متمایزش شناخته شده بود، پس از مدل ۲۰۲۰ تولید خود را متوقف کرد.

## تاریخچه
این محصول توسط آتسوشی ایچیجو در تیمی به رهبری آکیرا آراکی با نظرات اد برک و جان رید طراحی شد.
پس از انتشار آن در سال ۱۹۸۵، وی-مکس تحسین فوری منتقدان را به دست آورد و عنوان «بهترین موتور سیکلت سال» به دست آورد. وی-مکس که هم در ژاپن و هم در خارج از کشور فروخته می‌شد، از مدل سال ۱۹۸۵ تا سال ۲۰۰۷ تنها با تغییرات جزئی فروخته شد. این موتور به دلیل شتاب سریع خود مورد توجه قرار گرفت، اما همچنین به دلیل توانایی ضعیف در پیچ‌ها و سیستم تعلیق نرم آن مورد انتقاد قرار گرفت.
در سال ۱۹۹۷، خرید این محصول ۹٫۳۵۹ پوند یا ۱۵٫۳۲۲ دلار (معادل ۲۵٫۸۶۴ دلار در سال ۲۰۲۱) هزینه داشت.